# Gardno (jezioro na Wolinie)
Gardno – jezioro w północnej części wyspy Wolin, położone w gminie Międzyzdroje, w powiecie kamieńskim, w woj. zachodniopomorskim. Jezioro znajduje się w obrębie Wolińskiego Parku Narodowego, w Obwodzie Ochrony Wisełka położonym w jego północno-wschodniej części, 2,7 km na zachód od Wisełki oraz 6 km na północny wschód od Międzyzdrojów.
Powierzchnia jeziora wynosi 2,78 ha. Według typologii rybackiej jest to jezioro karasiowe. Na Wyspie Steńki przystań kajakowa i altanka, połączenie z lądem przez mostek.
Gardno jest usytuowane zaledwie 300 m od morza, wśród buczynowego starodrzewu na terenie uroczyska Grodno oraz zamkniętego ośrodka wypoczynkowego.
Po stronie zachodniej ośrodka obszar ochrony ścisłej im. prof. Zygmunta Czubińskiego. Od południa droga Międzyzdroje – Wisełka.
Nazwę Gardno wprowadzono urzędowo rozporządzeniem w 1949 roku, zastępując poprzednią niemiecką nazwę Gerda-See dawniej Jordan See.

## Legendy
Druga nazwa jeziora, Źrenica Światowida, bierze się z zamierzchłych czasów, kiedy na wysepce znajdowała się kącina Światowida.
Wiele lat później, miała tu swoją siedzibę korsarka Steńka z Kamienia. Pewnego razu, pokonana i osaczona, kazała zatopić w jeziorze skarby, a sama rzuciła się w największa głębię i utonęła. Stąd wzięła się nazwa Wyspy Steńki.